# Pirin Nationalpark
Pirin Nationalpark (bulgarsk: Национален парк „Пирин“, tr. Natsionalen park "Pirin") ligger i Pirinbjergene i det sydvestlige Bulgarien. Parken er på 27.400 ha.
Pirin Nationalpark blev indskrevet på UNESCOs Verdensarvsliste i 1983.